# Jacques Dicker
Pour les articles homonymes, voir Dicker.
Jacques Dicker, né le 31 juillet 1879 à Khotyn alors en Russie et mort le 17 novembre 1942 à Genève en Suisse, est un homme politique suisse, membre du Parti socialiste. Juif russe, il est naturalisé suisse en 1915.

## Biographie
Né dans une famille juive, Jacques Dicker suit des études de droit à Kiev et devient actif dans le Parti socialiste russe. De ce fait, il est souvent arrêté et emprisonné par le régime des Tzars. Il réussit toutefois en 1906 à émigrer à Genève où il obtient une licence en droit en 1909 et se trouve admis au barreau en 1915, année de sa naturalisation suisse. Inscrit dès 1906 au Parti socialiste genevois, il milite aux côtés de Léon Nicole et devient secrétaire puis président en 1922 de la Fédération socialiste suisse de tendance d'extrême gauche.
Conseiller municipal de Plainpalais de 1924 à 1929, il siège ensuite comme député au Grand Conseil entre 1930 et 1941 et comme conseiller national entre 1922 et 1925 et entre 1928 et 1941, date de l'interdiction de la Fédération socialiste suisse. Sa mise en accusation, ainsi que celle de Léon Nicole, par l'Union nationale aboutit à la fusillade du 9 novembre 1932. Avocat pénaliste, il défend Léon Nicole devant les assises fédérales en mai 1933.
Jacques Dicker est l'arrière-grand-père de l'écrivain Joël Dicker.